# VM i curling 1982 (kvinder)
Verdensmesterskabet i curling for kvinder 1983 var det fjerde VM i curling for kvinder. Mesterskabet blev arrangeret af World Curling Federation og afviklet i arenaen Patinoire des Vernets i Genève, Schweiz i perioden 22. - 27. marts 1982. Det var første gang, at mesterskabet ikke blev afholdt i Perth, Skotland.
Mesterskabet blev vundet af Danmarks hold under ledelse af Marianne Qvist, som i finalen besejrede Sverige med 8−7, og som dermed vandt VM-medaljer for første gang. Det var til gengæld fjerde år i træk, at svenskerne var i finalen.

## Hold
Mesterskabet havde deltagelse af 10 hold: Otte fra Europa og to fra Nordamerika:
| Europa   |              | Nordamerika |
| Danmark  | Schweiz      | Canada      |
| Frankrig | Skotland     | USA         |
| Italien  | Sverige      |             |
| Norge    | Vesttyskland |             |

## Resultater
De ti deltagende hold spillede først et grundspil alle-mod-alle, hvilket gav ni kampe til hvert hold. De fire bedste hold efter grundspillet gik videre til slutspillet om medaljer.

### Grundspil
De elleve hold spillede en enkeltturnering alle-mod-alle, hvilket gav ti kampe til hvert hold. De fire bedste hold i grundspillet gik videre til slutspillet.
| Runde | Kampe                 | Kampe | Kampe                | Kampe | Kampe                 | Kampe | Kampe              | Kampe | Kampe                | Kampe |
| ----- | --------------------- | ----- | -------------------- | ----- | --------------------- | ----- | ------------------ | ----- | -------------------- | ----- |
| 1     | USA - Canada          | 3-12  | Danmark - Sverige    | 11-5  | Norge - Skotland      | 8-11  | Schweiz - Frankrig | 4-10  | Italien - Vesttyskl. | 7-8   |
| 2     | Norge - Sverige       | 3-14  | Schweiz - Vesttyskl. | 9-8   | USA - Frankrig        | 5-6   | Canada - Italien   | 7-5   | Danmark - Skotland   | 10-7  |
| 3     | Frankrig - Vesttyskl. | 10-7  | Canada - Skotland    | 8-7   | Danmark - Italien     | 8-5   | USA - Sverige      | 1-12  | Norge - Schweiz      | 12-3  |
| 4     | Schweiz - Italien     | 14-1  | Norge - USA          | 4-7   | Vesttyskl. - Sverige  | 11-10 | Danmark - Canada   | 7-13  | Skotland - Frankrig  | 1-12  |
| 5     | Danmark - Norge       | 4-7   | Sverige - Frankrig   | 8-5   | Schweiz - USA         | 13-4  | Italien - Skotland | 0-16  | Canada - Vesttyskl.  | 13-6  |
| 6     | Sverige - Skotland    | 8-9   | USA - Italien        | 7-9   | Frankrig - Canada     | 6-8   | Norge - Vesttyskl. | 9-4   | Schweiz - Danmark    | 7-8   |
| 7     | Vesttyskl. - USA      | 7-12  | Skotland - Schweiz   | 8-6   | Italien - Norge       | 3-7   | Frankrig - Danmark | 4-14  | Sverige - Canada     | 6-3   |
| 8     | Canada - Schweiz      | 5-7   | Frankrig - Norge     | 4-10  | Skotland - Vesttyskl. | 10-8  | Sverige - Italien  | 6-5   | Danmark - USA        | 7-5   |
| 9     | Italien - Frankrig    | 5-10  | Vesttyskl. - Danmark | 1-10  | Sverige - Schweiz     | 12-5  | Skotland - USA     | 5-3   | Canada - Norge       | 5-7   |
| TB1   | Skotland - Canada     | 8-6   | Norge - Sverige      | 4-6   |                       |       |                    |       |                      |       |
| TB2   | Canada - Norge        | 6-8   |                      |       |                       |       |                    |       |                      |       |

| Plac. | Hold         | Kampe | Vundne | Tabte | Indbyrdes           | Tiebreak            |
| ----- | ------------ | ----- | ------ | ----- | ------------------- | ------------------- |
| 1.    | Danmark      | 9     | 7      | 2     |                     |                     |
| 2.    | Sverige      | 9     | 6      | 3     | 2 sejre, 1 nederlag | 1 sejr, 0 nederlag  |
|       | Skotland     | 9     | 6      | 3     | 2 sejre, 1 nederlag | 1 sejr, 0 nederlag  |
| 4.    | Norge        | 9     | 6      | 3     | 1 sejr, 2 nederlag  | 1 sejr, 1 nederlag  |
| 5.    | Canada       | 9     | 6      | 3     | 1 sejr, 2 nederlag  | 0 sejre, 2 nederlag |
| 6.    | Frankrig     | 9     | 5      | 4     |                     |                     |
| 7.    | Schweiz      | 9     | 4      | 5     |                     |                     |
| 8.    | USA          | 9     | 2      | 7     | 1 sejr, 0 nederlag  |                     |
| 9.    | Vesttyskland | 9     | 2      | 7     | 0 sejre, 1 nederlag |                     |
| 10.   | Italien      | 9     | 1      | 8     |                     |                     |

### Slutspil
De fire bedste hold fra grundspillet spillede i slutspillet om medaljer.
| Runde       | Kampe              | Kampe |
| ----------- | ------------------ | ----- |
| Semifinaler | Norge - Danmark    | 3-4   |
| Semifinaler | Sverige - Skotland | 8-3   |
| Finale      | Danmark - Sverige  | 8-7   |

### Samlet rangering
| Plac. | Hold         | 4                       | 3                 | 2                | 1                    |
| ----- | ------------ | ----------------------- | ----------------- | ---------------- | -------------------- |
| Guld  | Danmark      | Helena Blach Lavrsen    | Marianne Qvist    | Astrid Birnbaum  | Jette Olsen          |
| Sølv  | Sverige      | Elisabeth Högström      | Katarina Hultling | Birgitta Sewik   | Karin Sjögren        |
| 3.    | Skotland     | Isobel Torrance         | Isobel Waddell    | Marion Armour    | Margaret Wiseman     |
| 4.    | Norge        | Trine Trulsen Vågberg   | Dordi Nordby      | Hanne Woods      | Cathrine Hannevig    |
| 5.    | Canada       | Colleen Jones           | Kay Smith         | Monica Jones     | Barbara Jones-Gorden |
| 6.    | Frankrig     | Huguette Jullien        | Agnes Mercier     | Paulette Sulpice | Eva Duvillard        |
| 7.    | Schweiz      | Erika Müller            | Barbara Meyer     | Nicole Oetliker  | Cristina Lestander   |
| 8.    | USA          | Ruth Schwenker          | Stephanie Flynn   | Donna Purkey     | Kathleen Wilson      |
| 9.    | Vesttyskland | Susi Kiesel             | Gisela Lunz       | Trudi Benzing    | Daniela Kiesel       |
| 10.   | Italien      | Maria-Grazzia Lacedelli | Ann Lacedelli     | Tea Valt         | Angela Constantini   |